# Ivanovci Gorjanski
Ivanovci Gorjanski – wieś w Chorwacji, w żupanii osijecko-barańskiej, w mieście Đakovo. W 2011 roku liczyła 580 mieszkańców.